# Hans Holmqvist
Hans "Hasse" Holmqvist, född 27 april 1960 i Stockholm, är en svensk fotbollsspelare (anfallare) och företagsledare. 
Holmqvists dotter är det internationella golfproffset Daniela Holmqvist.
Holmqvist började i Djurgårdens IF och spelade sedan i Hammarby IF (1983–1984) innan han blev proffs i Fortuna Düsseldorf 1984. I debuten för Düsseldorf gjorde han mål redan efter två minuter mot Leverkusen. Han gjorde totalt 19 mål på 59 matcher för Fortuna. Efter en comeback i Hammarby blev han återigen proffs i BSC Young Boys och hösten 1988 gick flyttlasset till italienska AC Cesena som då låg i Serie A.  
Han gjorde ett mål i Cesena, och det var det avgörande målet i 1-0 vinsten mot AC Milan 8 januari 1989.
19 mars 1989, i mötet mot Roma, skadade sig Holmqvist allvarligt, och där slutade proffsäventyret. Säsongen efter, blev det bara 18 minuter i Cesena, ett halvår efter skadan.
Han avslutade karriären i Örebro SK. 
Holmqvist spelade 27 A-landskamper för Sverige. Debuten kom som avbytare i en träningsmatch mot Trinidad och Tobago 16 november 1983. Den sista gjorde han i VM-kvalmatchen mot Albanien i Tirana 5 november 1988, där han även gjorde sitt fjärde och sista mål i landslaget. De övriga målen i A-landslaget, kom alla samma år. Ett mål mot Sovjet i en fyrnationsturnering i Berlin, samt tvåmålsskytt i en träningsmatch mot Wales.
Hans Holmqvist är idag företagsledare med erfarenhet från styrelsearbete och ledningsgrupper. Efter fotbollskarriären studerade Holmqvist vidare och började aktivt verka inom näringslivet. Efter flera år som VD inom Informationsteknologi arbetar han främst med egen verksamhet och är specialiserad på affärsplaner, strategi, organisations- och företagsledning. Hans är idag en av få före detta fotbollsspelare som framgångsrikt lyckats inom såväl idrotts- som näringslivet.
Holmqvist är även anlitad föreläsare inom bland annat framgångsrikt ledarskap och vad näringslivet har att lära av idrotten. 